# Приречное (Абайская область)
Приречное (каз. Приречное) — село в Жанасемейском районе Абайской области Казахстана. Административный центр Приречного сельского округа. Код КАТО — 632859100.

## Население
В 1999 году население села составляло 1117 человек (543 мужчины и 574 женщины). По данным переписи 2009 года, в селе проживали 1303 человека (650 мужчин и 653 женщины).